# Tissa, Saale-Holzland
Tissa là một đô thị thuộc huyện Saale-Holzland, trong bang Thüringen, Đức. Đô thị Tissa, Saale-Holzland có diện tích 4,11 km².